# اسلان زاسييف
اسلان زاسييف (بالروسية: Засеев, Аслан Таймуразович)‏ (7 مارس 1982 ببيسلان في روسيا - ) هو لاعب كرة قدم روسي في مركز الدفاع. لعب مع لوخ إينيرجيا فلاديفوستوك ونادي فولغا نيجني نوفغورود ونادي كوبان كراسنودار وFC Lada-Tolyatti ‏ ونادي تامبوف ‏ وFC Neftekhimik Nizhnekamsk ‏ وFC Chernomorets Novorossiysk ‏ وسبارتاك نالتشيك.

## وصلات خارجية
- اسلان زاسييف على موقع قاعدة بيانات كرة القدم.إي يو (الإنجليزية)